# Bengalese taka
De taka is de munteenheid van Bangladesh. Eén taka is honderd poisha.
De naam van de munteenheid is afgeleid van het Sanskrietse woord tankah, hetgeen gestempelde munt betekent. Het woord is ook verbonden met het Mongoolse tamga, hetgeen stempel betekent.
De volgende munten zijn in gebruik: 1, 5, 10, 25, 50 poisha en 1, 2 en 5 taka. Het papiergeld is beschikbaar in 1, 2, 5, 10, 20, 50, 100, 500 en 1000 taka.
Voor grote geldbedragen zijn afzonderlijke benamingen in gebruik: 1 lakh = 100.000 taka en 1 crore = 100 lakhs = 10.000.000 taka.
Omdat Bangladesh lange tijd een deel was van India, werd tot 1948 de Indiase roepie gebruikt. Daarna was Bangladesh een deel van Pakistan onder de naam Oost-Pakistan en was tot 1972 de Pakistaanse roepie de munteenheid. Na de onafhankelijkheid van Bangladesh in 1971 werd in 1972 de taka als officieel betaalmiddel in Bangladesh ingevoerd met een omruilverhouding van 1:1.